# .gq
.gq je vrhovna internetska domena (country code top-level domain - ccTLD) za Ekvatorsku Gvineju. Domenom upravlja GETESA.

## Vanjske poveznice
- IANA .gq whois informacija  Arhivirana inačica izvorne stranice od 27. travnja 2006. (Wayback Machine)